# Paragabara ochreipennis
Paragabara ochreipennis är en fjärilsart som beskrevs av Shigero Sugi 1962. Paragabara ochreipennis ingår i släktet Paragabara och familjen nattflyn. Inga underarter finns listade i Catalogue of Life.